# 婆敷
婆敷（ばふ、名前については後述）は、釈迦仏が悟りを開いて最初に教化された五比丘の一人。

## 名前
彼の名前は、経典などにより表記が異なるため、主なものを表記する。
- サンスクリット語：Vāspa
- パーリ語：Vappa
- 他のカタカナ表記：ヴァシュフ、ワッパ、ヴァッパなど
- 他の音写：婆沙波、婆湿渡、婆婆、愛波など
- 訳（意訳含む）・意味：正語、気息、長気、禅気、涙出、起気など

五比丘の名前は、阿若・憍陳如と阿説示を除けば、経典によって差異があり一致しない。『中本起経』に登場する十力迦葉（ダシャバラ・カーシャパ）は、婆敷と同一人物であると推察されている。『五分律』には五比丘の一人である婆提梨迦の兄の名に、同名のVappaがあるが、これは本項の人物とは異なる。

## 人物
彼の人物や伝記はあまり多くない。テーラガータ61の偈によると、彼はバラモンの息子に生まれ五比丘の一人とある。
基本的には、彼は他の五比丘と同じく、釈迦の実父である浄飯王の命により、出家後の釈迦の身辺警護などを目的として同行した。しかし釈迦が苦行を捨てて林から出たのをみて、苦行に耐えられず修行を止めたと怪しんで釈迦の元から去った。しかして後に釈迦は菩提樹下で悟りを開き成道して鹿野苑に赴き、彼ら五比丘に向かって最初に法を説いた（初転法輪）。その初転法輪で、阿若・憍陳如に続いて彼も預流果に達したといわれる。
『龍王兄弟経』では、彼が仏に請うて虚空に昇り、難頭和難龍王を教化せんとしたが、仏はこれを許さなかったとある。